# Tesquedó
Tesquedó är en ort i Mexiko.   Den ligger i kommunen Amealco de Bonfil och delstaten Querétaro Arteaga, i den sydöstra delen av landet, 110 km nordväst om huvudstaden Mexico City. Tesquedó ligger 2 471 meter över havet och antalet invånare är 199.
Terrängen runt Tesquedó är kuperad söderut, men norrut är den platt. Terrängen runt Tesquedó sluttar norrut. Runt Tesquedó är det ganska tätbefolkat, med 86 invånare per kvadratkilometer. Närmaste större samhälle är Detiña, 17,3 km söder om Tesquedó. Trakten runt Tesquedó består till största delen av jordbruksmark.